# Lindelofia longiflora
Lindelofia longiflora là loài thực vật có hoa trong họ Mồ hôi. Loài này được (Benth.) Baill. mô tả khoa học đầu tiên năm 1890.